# Theodor-Heuss-Gymnasium Schopfheim
Das Theodor-Heuss-Gymnasium Schopfheim ist ein Gymnasium in Schopfheim. Es ist benannt nach Theodor Heuss, dem ersten Bundespräsidenten der Bundesrepublik Deutschland.

## Geschichte
Am 23. Oktober 1770 wurde in Schopfheim eine Lateinschule gegründet, die als Vorläufer des heutigen Gymnasiums angesehen wird. In den Anfangsjahren besuchte der Dichter Johann Peter Hebel die Schule. Aufgrund von Schülermangel beantragte der Stadtrat 1796 die Aufhebung der Schule, was jedoch von der Regierung abgelehnt wurde. Zu Ostern des Jahres 1838 wurde die Schule zu einer Höheren Bürgerschule umgewandelt. Sie zog 1848 in das umgebaute Kornhaus in der Torstraße. 1893 hieß die Schule offiziell Realschule, fünf Jahre später wurden die unteren Klassen auch für Mädchen geöffnet. Zwischen 1906 und 1908 wurde in der Roggenbachstraße ein Neubau errichtet. 1922 wurde sie zur Oberrealschule. Im Dritten Reich erhielt die Schule den Namen Albert-Leo-Schlageter-Schule. Nach dem Zweiten Weltkrieg wurde die Schule 1948 zum Gymnasium ernannt. Aufgrund stetig wachsender Schülerzahlen zog die Schule 1969 in einen Neubau im Vicemoos. Entworfen wurde das Schulgebäude vom Stuttgarter Architekturbüro Behnisch & Partner, das auch das Olympiastadion München entwarf. Mit dem Umzug wurde die Schule in Theodor-Heuss-Gymnasium umbenannt.

## Gebäude und Einrichtung
Das Theodor-Heuss-Gymnasium verfügt über:
- Tageslichtprojektoren sowie Netzwerkanschlüsse (lokales Netz und Internet) in allen Fachräumen, Arbeitsräumen und Klassenzimmern sowie in der Bibliothek,
- drei Unterrichtsräume mit jeweils 17 multimediafähigen Computern,
- mehrere Klassenzimmer mit Medienecken (zwei oder vier Computer, Scanner, Drucker),
- zwei Sporthallen direkt an der Schule,
- eine eigene Sportanlage mit 100-m-Bahn, Sprunganlage und Kleinspielfeld,
- einen Arbeitsraum für Oberstufenschüler,
- eine Bibliothek mit Stillarbeitsraum für Lehrer und Oberstufenschüler,
- eine Bibliothek für die Schüler der Unter- und Mittelstufe,
- eine Mensa/Aula mit Bühne.
- ein grünes Klassenzimmer

Der älteste Teil (Atrium) des Schulgebäudes wurde vom Büro Behnisch & Partner entworfen und 1969 bezogen, 1978 und 2004 erweitert. An der Fassade des Neubaugebäudes wurde eine von Prof. Herbert Wentscher und der Schopfheimer Firma durlum GmbH entwickelte Lichtskulptur ("Sprechblasen") angebracht.

## Unterricht
Die Schulstunden dauern je 45 Minuten. Der Unterricht findet morgens zwischen 7:45 Uhr und 13:00 Uhr und mittags von 13:45 Uhr bis maximal 17:00 Uhr statt.

## Schülermitverantwortung (SMV)
Im Schuljahr 2010/2011 wurden viele verschiedene Veranstaltungen durchgeführt. Dazu gehörten Unterstufendiscos sowie ein großes Fußballturnier mit anschließender Party, ein Schul-Barbecue und ein Sommerball. Ebenso gehört traditionell die Nikolausaktion dazu. An diesem Tag werden Schokoladen-Nikoläuse sowie dazugehörige kleine Botschaften von Schüler zu Schüler über Klassenstufen geschickt.

## Schulpartnerschaften
Das Theodor-Heuss-Gymnasium unterhält Schulpartnerschaften mit folgenden Schulen:
- dem Collège Jules Grévy in Poligny, Frankreich (seit 1962)
- der Broxbourne School in Broxbourne, Großbritannien (seit 1971)
- dem Liceul teoretic Gheorghe Sincai in Cluj-Napoca, Rumänien (seit 1993)
- dem Instituto de Educación Secundaria „Ramón Llull“ in Valencia, Spanien (seit 2005)
- der Deutschen Schule Valparaíso in Viña del Mar, Chile (seit 2005)

## Austausch, AG
Des Weiteren pflegt das Theodor-Heuss-Gymnasium einen regelmäßigen Schüleraustausch mit England, Frankreich, Spanien und Rumänien. Zu den AGs zählen unter anderem: Grafikdesign-AG, Streitschlichter-AG, Sport-AG, Schach-AG, Chinesisch-AG, Theater-AG, Kletter-AG, Computer-AG, Spanisch-AG und neben Chor- und Orchesterangeboten gibt es auch einen Eltern-Lehrer-Schüler-Chor.

## Bekannte Schüler und Lehrer
- Dietmar Dath, Schüler
- Claus-Heinrich Daub, Schüler
- Andreas Digeser, Lehrer
- Maurus Gerner-Beuerle, Schüler
- Mark Ginzler, Schüler
- Markus Götz, Schüler und Lehrer
- Johann Peter Hebel, Schüler
- Tobias Heinzelmann, Schüler
- Gerhard Jung, Schüler
- Markus Manfred Jung, Lehrer
- Björn Kern, Schüler
- Franz-Karl Klepp, Lehrer
- Klaus-Peter Lieb, Schüler
- Ernst-Christoph Meier, Schüler
- Max Josef Metzger, Schüler
- Meret Oppenheim, Schülerin
- August Gottlieb Preuschen, Lehrer
- Karl Friedrich Renk, Schüler
- Jens Ruchatz, Schüler
- Rainer Schorm, Schüler
- Herbert Wentscher, Lehrer
- Karl Busch, Schüler